# Organisation Commune Bénin-Niger des Chemins de fer et des Transports

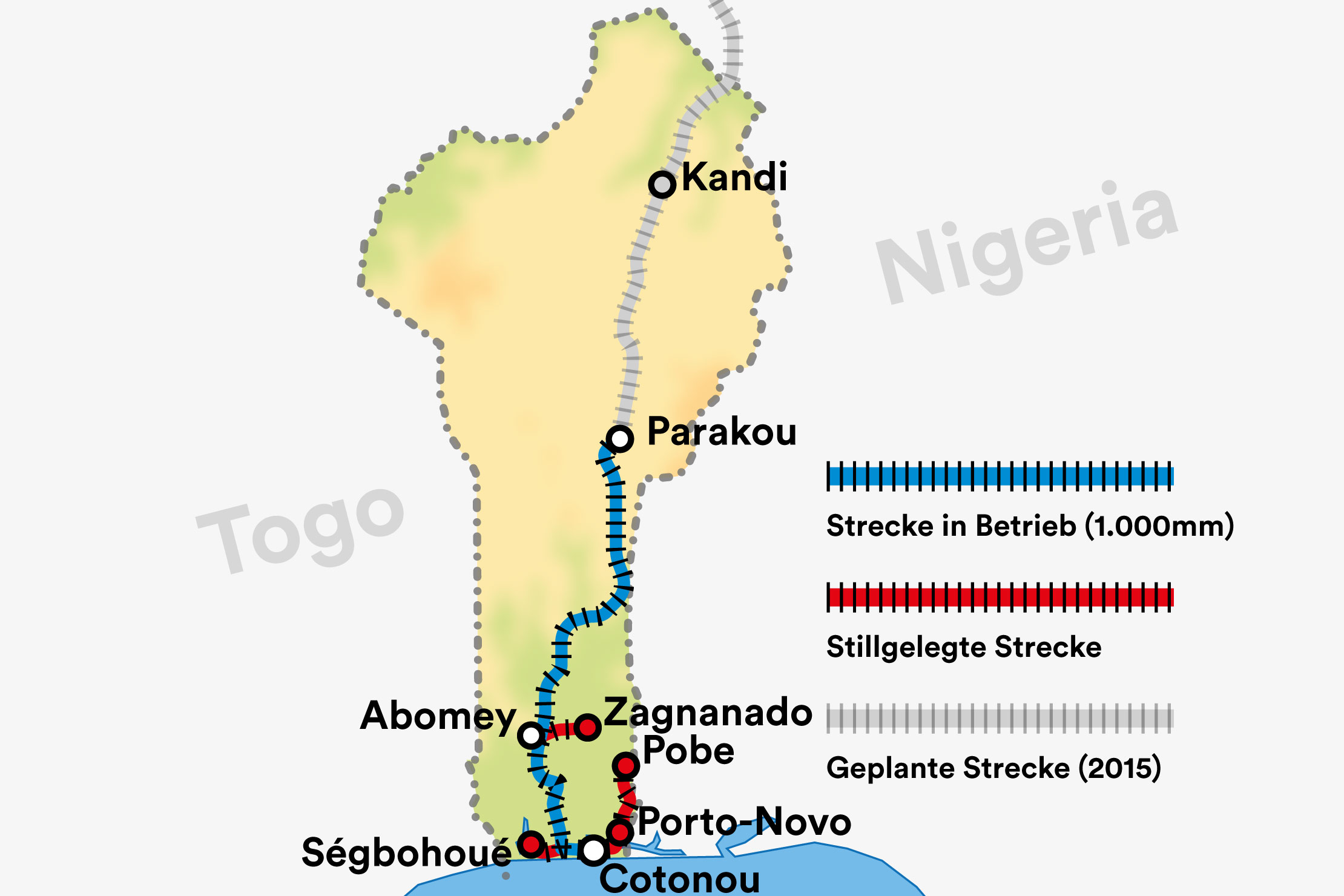
Schienenstrecken in Benin (in Betrieb/stillgelegt/geplant)

Die Organisation Commune Bénin-Niger des Chemins de fer et des Transports (deutsch Gemeinsame Eisenbahn- und Verkehrsorganisation Benin-Niger – OCBN) war von 1959 bis 2015 eine bi-nationale Eisenbahngesellschaft (Kondominalbahn) im westafrikanischen Staat Benin.

## Geschichte
Die Gründung der Gesellschaft erfolgte 1959 unter dem ursprünglichen Namen – entsprechend der beteiligten Anteilseigner Republik Dahomey (63 Prozent der Anteile) und Niger (37 Prozent) – Organisation Commune Dahomey-Niger des Chemins de fer et des Transports (OCDN). Ziel war es, den Handel zwischen den beiden Staaten zu verbessern. Von Beginn an war die Gesellschaft für die Verwaltung der in der Kolonialzeit gebauten Eisenbahnlinie Cotonou-Parakou verantwortlich sowie für weitere LKW-Logistik auf der Strecke Parakou–Niamey. Die Gesellschaft beschäftigte zwischenzeitlich rund 2400 Mitarbeiter.
Mitte Oktober 2015 wurde die Bahn unter Führung der französischen Logistik-Gruppe Bolloré privatisiert, die 40 % der Anteile übernahm, je 10 % verblieben jeweils bei den Regierungen von Benin und Niger und die übrigen 40 % verteilten sich auf weitere Anteilseigner. Die Bahn hatte damals noch 629 Mitarbeiter und wurde nun in „Bénirail“ umbenannt. Bénirail erhielt eine Konzession für 30 Jahre.
In der Folgezeit konnten sich Bénirail und die staatliche Erdölgesellschaft Petrolin nicht über Trassengebühren einigen. Daraufhin wurde 2019 der Bahnverkehr eingestellt, die Mitarbeiter in „technische Arbeitslosigkeit“ geschickt. 2020 wurde die Liquidation der Gesellschaft durch den beninischen Staatspräsidenten Patrice Talon eingeleitet. Bei der elften Großen Gemeinsamen Kooperationskommission (französisch Grande Commission Mixte de Coopération) Ende 2021 stimmten die Vertreter beider Staaten der Auflösung der Gesellschaft zu.